# 보령바이오파마
보령바이오파마(Boryung Bio Pharma)는 보령홀딩스 그룹의 계열 대한민국의 바이오기업이다. 본사는 서울 강동구 고덕동에 위치해 있으며 대표이사는 김기철이다.
의료용품 및 기타 의약 관련 제품을 제조하고 있으며, 2023년 기준 매출액은 약 1,678억 원이다.

## 역사
1991년에 설립되었다. 보령바이오파마는 네 번째 시도 끝에 유진프라이빗에쿼티와 산업은행 컨소시엄에 지분 80%를 3,200억 원에 매각되었고 매각 과정에서 보령은 지분 20%를 유지한다. 모더나코리아와의 파트너십을 통해 업데이트된 코로나19 백신 공급을 위한 협력을 체결한 바 있다.

## 참고문헌
1. ↑  보령바이오파마, 네 번째 시도 끝에 “새주인 모셨어요” - 메디소비자뉴스, 2024.07.02
2. ↑  지분도, 몸도 떠났지만…보령바이오파마의 '익숙한 새 출발', 히트뉴스, 2024.07.30
3. ↑  모더나코리아-보령바이오파마, 코로나19 백신 공급 파트너십 체결 , 의협신문, 2024.09.03
4. ↑  모더나코리아,보령바이오파마와 업데이트 코로나19 백신, 약업신문, 2024.09.03